# Касим ибн Мухаммад ибн Абдуллах
Каси́м ибн Муха́ммад ибн Абдулла́х (араб. القاسم بن محمد بن عبد الله‎) — старший из сыновей Мухаммеда и Хадиджи бинт Хувайлид. Умер в 601 году нашей эры (до начала пророчества своего отца в 609 году), после своего третьего дня рождения и похоронен на кладбище Джаннат аль-Му'алля в Мекке.

## Братья и сёстры
- Абдуллах ибн Мухаммад
- Ибрахим ибн Мухаммад
- Зайнаб бинт Мухаммад
- Рукайя бинт Мухаммад
- Умм Кульсум бинт Мухаммад
- Фатима аз-Захра